# يفون ميشيل
يفون ميشيل هو شخصية أعمال كندي، ولد في 22 يونيو 1953.

## وصلات خارجية
1. 1 2  بوكس ريك https://boxrec.com/en/promoter/414185. اطلع عليه بتاريخ 2023-06-21. {{استشهاد ويب}}: |url= بحاجة لعنوان (مساعدة) والوسيط |title= غير موجود أو فارغ (من ويكي بيانات) (مساعدة)